# Antonia da Correggio
Antonia da Correggio (... – XIV secolo) è stata una nobildonna italiana e capostipite col marito Feltrino Gonzaga del ramo cadetto dei Gonzaga di Novellara e Bagnolo.

## Biografia
Era figlia di Guido IV da Correggio e di Guidaccia della Palù. Sposò nel 1328 Feltrino Gonzaga, figlio  di Ludovico I Gonzaga, signore di Mantova.
Divenne signora consorte di Novellara e di Bagnolo.

## Discendenza
Antonia e Feltrino ebbero quattro figli:
- Pietro, premorto al padre;
- Guido (1340-1399), erede al feudo di Novellara dal 1374 e sposo di Ginevra Malatesta, figlia di Malatesta III Malatesta;
- Guglielmo, partecipò alle congiure del 1356 e 1376 contro i Gonzaga e fu capitano di ventura al servizio dei bolognesi nel 1391. Divenne conte di Thiene;
- Odoardo, partecipò alle congiure contro i Gonzaga di Mantova e fu capitano di ventura al servizio dei bolognesi.

## Ascendenza
|                          |              |                     | Genitori            |  |  | Nonni |  |  | Bisnonni              |  |  | Trisnonni               |  |
|                          |              |                     |                     |  |  |       |  |  | Guido II da Correggio |  |  | Gherardo V da Correggio |  |
|                          |              |                     |                     |  |  |       |  |  | Guido II da Correggio |  |  | Gherardo V da Correggio |  |
|                          |              | Adelasia Rossi      |                     |  |  |       |  |  | Guido II da Correggio |  |  |                         |  |
| Giberto III da Correggio |              |                     |                     |  |  |       |  |  | Guido II da Correggio |  |  |                         |  |
|                          |              | Mabilia della Gente | Giberto della Gente |  |  |       |  |  |                       |  |  |                         |  |
|                          |              | Mabilia della Gente | Giberto della Gente |  |  |       |  |  |                       |  |  |                         |  |
|                          |              | Mabilia della Gente | …                   |  |  |       |  |  |                       |  |  |                         |  |
| Guido IV da Correggio    |              | Mabilia della Gente |                     |  |  |       |  |  |                       |  |  |                         |  |
|                          |              | …                   | …                   |  |  |       |  |  |                       |  |  |                         |  |
|                          |              | …                   | …                   |  |  |       |  |  |                       |  |  |                         |  |
|                          |              | …                   | …                   |  |  |       |  |  |                       |  |  |                         |  |
| …                        |              | …                   |                     |  |  |       |  |  |                       |  |  |                         |  |
|                          |              | …                   | …                   |  |  |       |  |  |                       |  |  |                         |  |
|                          |              | …                   | …                   |  |  |       |  |  |                       |  |  |                         |  |
|                          |              | …                   | …                   |  |  |       |  |  |                       |  |  |                         |  |
| Antonia da Correggio     |              | …                   |                     |  |  |       |  |  |                       |  |  |                         |  |
|                          | Federigo Pio | …                   |                     |  |  |       |  |  |                       |  |  |                         |  |
|                          | Federigo Pio | …                   |                     |  |  |       |  |  |                       |  |  |                         |  |
|                          | Federigo Pio | …                   |                     |  |  |       |  |  |                       |  |  |                         |  |
| Manfredo I Pio           | Federigo Pio |                     |                     |  |  |       |  |  |                       |  |  |                         |  |
|                          |              | Agnese da Gorzano   | …                   |  |  |       |  |  |                       |  |  |                         |  |
|                          |              | Agnese da Gorzano   | …                   |  |  |       |  |  |                       |  |  |                         |  |
|                          |              | Agnese da Gorzano   | …                   |  |  |       |  |  |                       |  |  |                         |  |
| Guidaccia della Palù     |              | Agnese da Gorzano   |                     |  |  |       |  |  |                       |  |  |                         |  |
|                          |              | …                   | …                   |  |  |       |  |  |                       |  |  |                         |  |
|                          |              | …                   | …                   |  |  |       |  |  |                       |  |  |                         |  |
|                          |              | …                   | …                   |  |  |       |  |  |                       |  |  |                         |  |
| Fiandrina de' Bocchi     |              | …                   |                     |  |  |       |  |  |                       |  |  |                         |  |
|                          |              | …                   | …                   |  |  |       |  |  |                       |  |  |                         |  |
|                          |              | …                   | …                   |  |  |       |  |  |                       |  |  |                         |  |
|                          |              | …                   | …                   |  |  |       |  |  |                       |  |  |                         |  |
|                          |              | …                   |                     |  |  |       |  |  |                       |  |  |                         |  |